# Торелли, Феличе
Феличе Торелли (итал. Felice Torelli; 9 сентября 1667, Верона — 11 июня 1748, Болонья) — итальянский живописец периода барокко болонской школы. Работал в основном в Болонье.

## Биография
Феличе (итал. Felice — «Счастливый») был самым младшим из девяти детей в семье, родился в Вероне. Его отец работал санитарным врачом на таможне Изоло. Один из братьев, Джузеппе Торелли, стал известным скрипачом и композитором. Сын, Стефано Торелли, и его жена Лючия Казалини (1677—1762) также были художниками. Его жена в основном писала портреты.
Сначала Феличе Торелли учился живописи у Санти Прунати в Вероне, затем у Джованни Джозеффо Даль Соле в Болонье. В 1710 году Торелли был одним из основателей Академии Клементина в Болонье, там же испытал влияние живописи Джузеппе Марии Креспи. Среди учеников Торелли в академии были два брата Убальдо Гандольфи и Гаэтано Гандольфи; его племянник Джованни Джорджи, Мариано Коллина и Антонио Маньони.
Для собора в Ферраре Торелли написал алтарную картину «Мученичество святого Маврелия из Имолы», а также образ Святого Винсента для церкви доминиканцев в Фаэнце. Другие запрестольные образы были им написаны для церквей в Риме, Турине, Милане и других городах Италии.

## Галерея

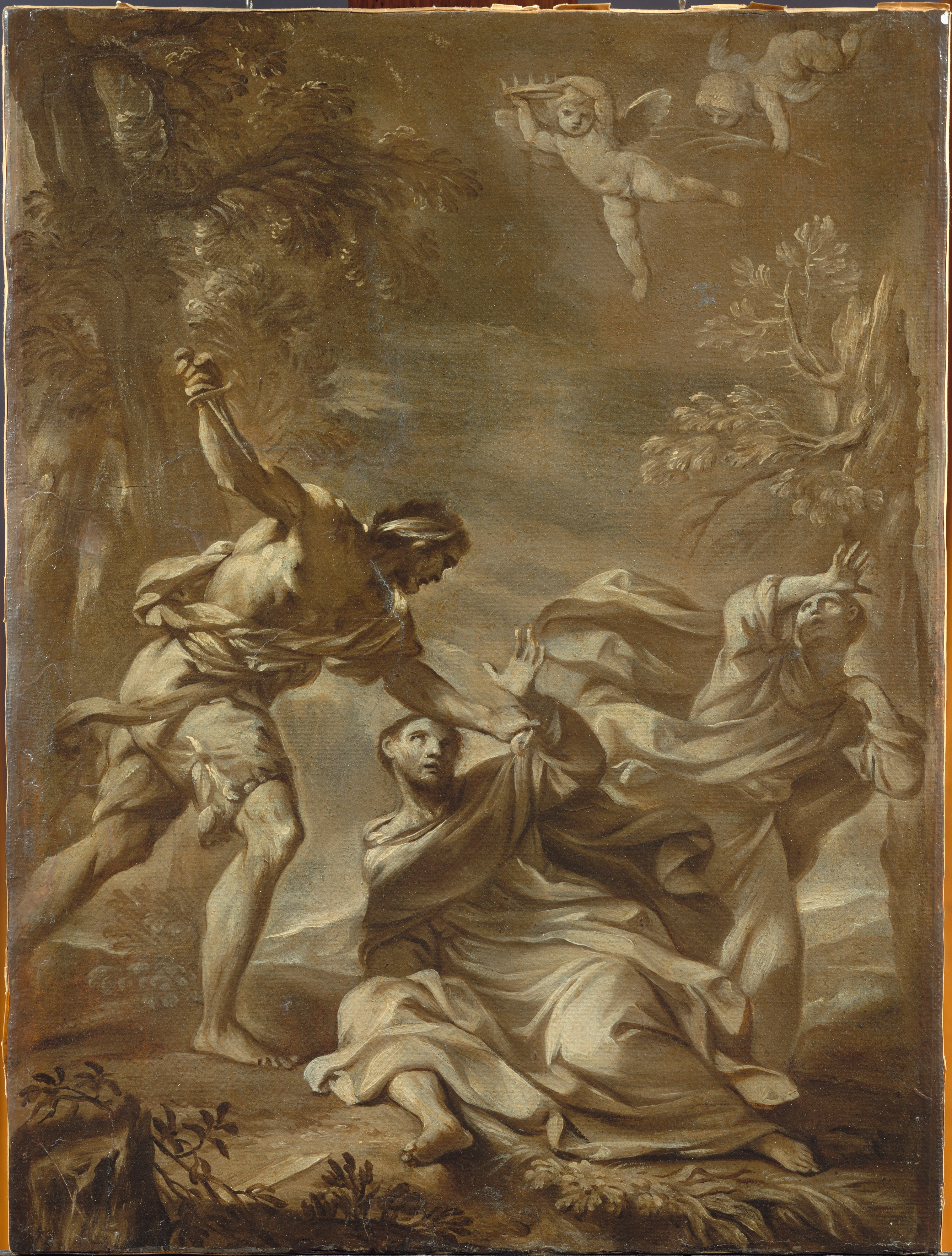
Смерть Святого Петра Мученика. Между 1667 и 1748. Бумага на холсте, коричневая и белая масляные краски. Метрополитен-музей, Нью-Йорк
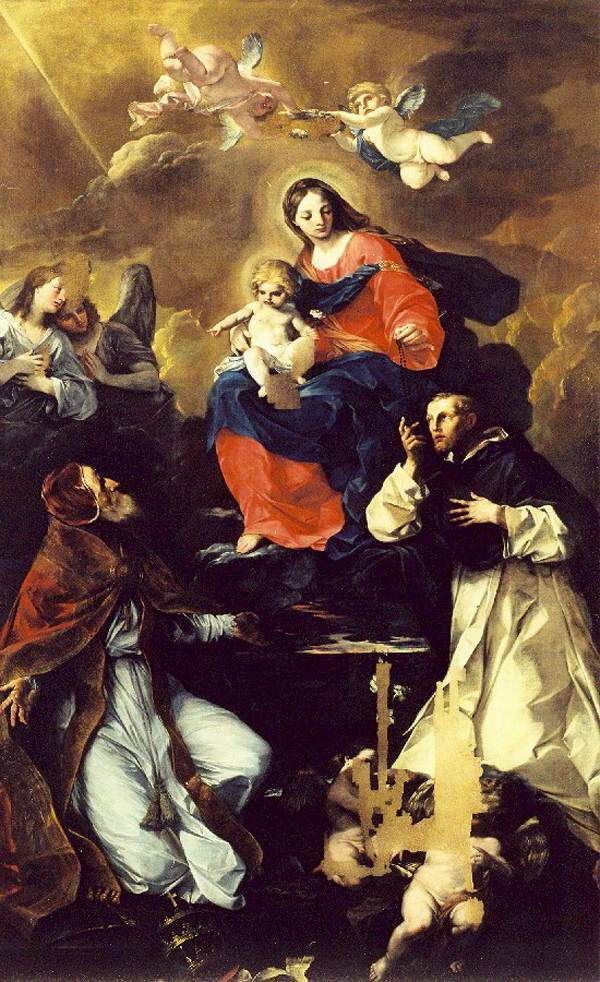
Мадонна с Младенцем, ангелами и святыми. Ок. 1700. Холст, масло. Церковь Санта Мария дель Суффраджио, Фано (Марке)
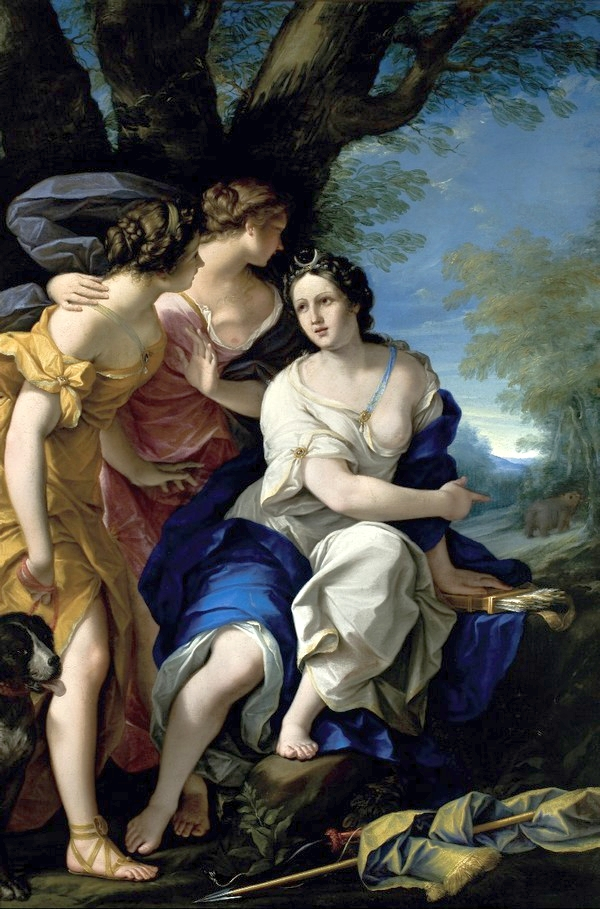
Диана и нимфы. Ок. 1730. Холст, масло. Национальный музей, Варшава
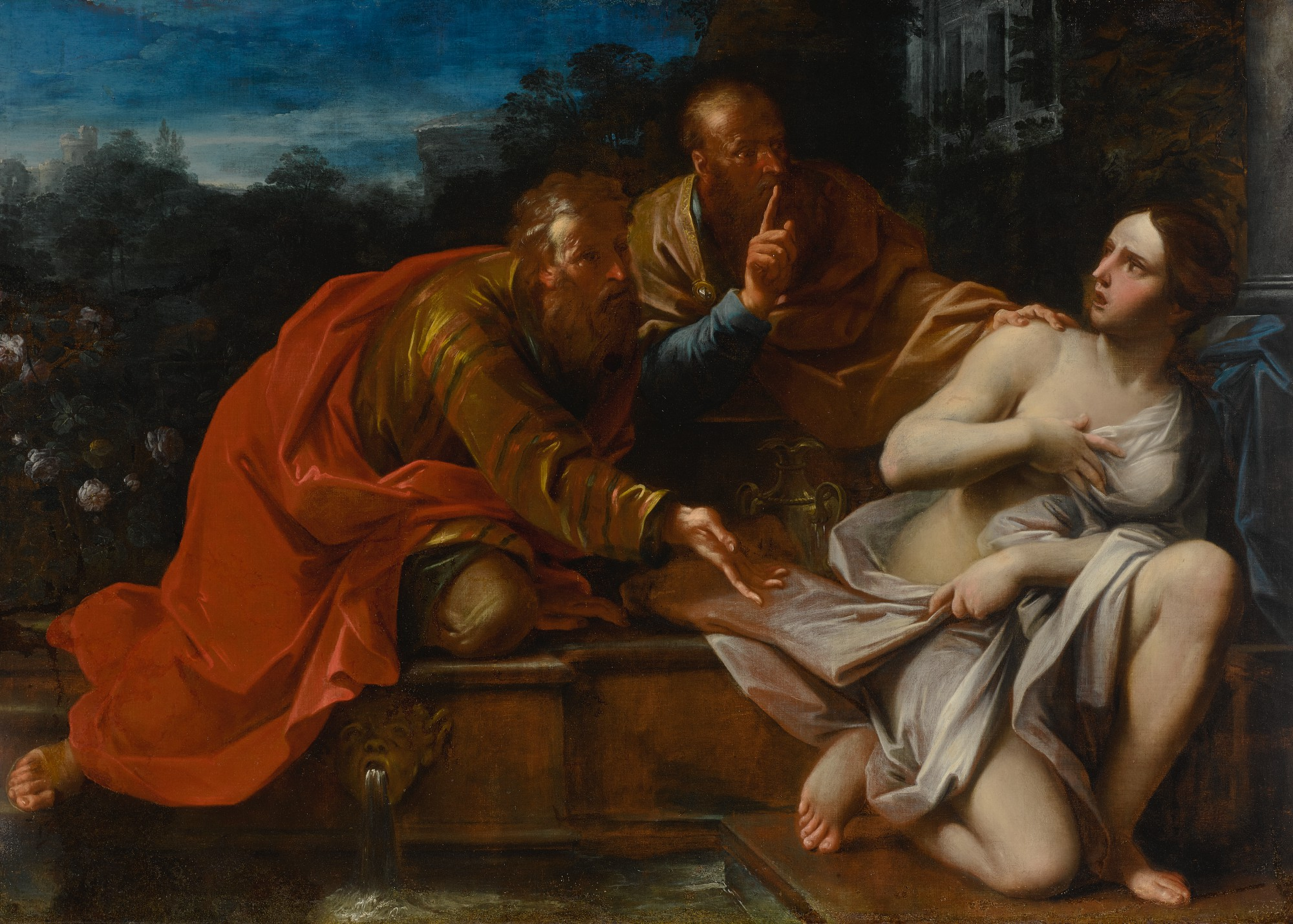
Сусанна и старцы. Холст, масло. Частное собрание
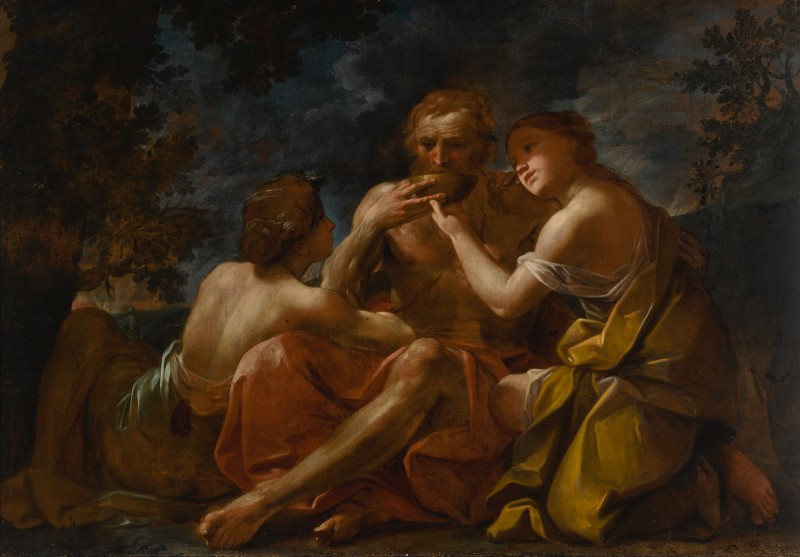
Лот с дочерьми. Холст, масло. Частное собрание